# بوست إنريكس تيدنينغار
بوست إنريكس تيدنينغار  أو الجريدة السويدية أو صحف مواقع العمل والشؤون الوطنية (بالسويدية: Post- och Inrikes Tidningar) هي الجريدة الرسمية في السويد. أسست في 1645، وأصبحت منذ 2007 أقدم صحيفة لا زالت تنشر لليوم منذ إنشائها.

مهمة هذه الجريدة الرسمية هو نشر المراسلات الرسمية للحكومة، إلى جانب بقية الإعلانات القانونية، إعلانات الإفلاس والمزادات. يوجد كذلك العديد من الإعلانات، وأكبر معلن هو المكتب السويدي لبراءات الإختراع.

## التاريخ
أسست في 1645، لأجل الملكة كريستينا وكذلك لمستشارها أكسل أكسنسترنا، هي أقدم صحيفة لا تزال تنشر لليوم. في 1791، قدّم الملك غوستاف الثالث ملكيتها للأكاديمية السويدية. الاسم الحالي هو نتيجة دمج بوستيدنينغن (Posttidningen) مع إنريكس تيدنينغار  (Inrikes Tidningar).

منذ 2000، بدأ نشر الصحيفة على الإنترنت كما تم مسح كل النسخ من 1771 إلى 1860 ضوئيا ونشرت في إطار مشروع تيدن. المحرر الوحيد للصحيفة هو السكرتير الدائم للأكاديمية.

في 1 يناير 2007 ، منحت الأكاديمية حقوق النشر لمكتب تسجيل الشركات (Bolagsverket)، الذي بدأ بنشر نسخة حصريا على الإنترنت.

## روابط خارجية
- الموقع الرسمي.